# Horst Neubauer (Diplomat)

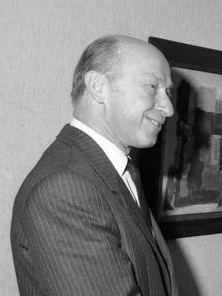
Horst Neubauer (1989)

Horst Neubauer (* 6. Juli 1936 in Pockau) ist ein ehemaliger deutscher Diplomat. Er war Botschafter der Deutschen Demokratischen Republik und der letzte Leiter der Ständigen Vertretung der DDR in Bonn.

## Leben
Horst Neubauer wurde in eine Arbeiterfamilie im sächsischen Erzgebirge geboren. Nach dem Besuch der Grundschule absolvierte er eine Ausbildung zum Fachverkäufer und arbeitete in diesem Beruf in Marienberg und Dresden. Sein Abitur erwarb er 1956 an der Arbeiter-und-Bauern-Fakultät in Dresden. 1956 begann er ein Studium am Institut für Internationale Beziehungen an der Deutschen Akademie für Staats- und Rechtswissenschaft, das er 1960 als Diplom-Staatswissenschaftler abschloss. Danach war er Mitarbeiter im Ministerium für Auswärtige Angelegenheiten der DDR (MfAA) in verschiedenen Abteilungen. 1964 wurde er persönlicher Referent der Stellvertretenden Außenminister Johannes König und Oskar Fischer. Von 1966 bis 1970 arbeitete er als 2. Sekretär an der Botschaft in Moskau. Seit 1970 war er Mitarbeiter und von 1973 bis 1980 Sektorleiter für die Sozialistischen Länder in der Abteilung Internationale Beziehungen des Zentralkomitees der Sozialistischen Einheitspartei Deutschlands. Von Dezember 1980 bis April 1988 war er Botschafter in der Volksrepublik Polen und von Juni 1988 bis 1990 Leiter der Ständigen Vertretung der DDR in Bonn. Von 1990 bis 2000 arbeitete er bei einer Bauträgergesellschaft in Bremen.
Neubauer war seit 1958 Mitglied der SED. Auf dem X. Parteitag der SED im April 1981 wurde er in das Zentralkomitee der SED zunächst zum Kandidaten und im Juni 1988 von der 6. ZK-Tagung zum Mitglied gewählt. Er gehörte dem ZK bis zu dessen geschlossenem Rücktritt am 3. Dezember 1989 an.
Neubauer lebt als Rentner in Berlin.

## Auszeichnungen
- Vaterländischer Verdienstorden in Silber (1985)
- Orden Banner der Arbeit Stufe I (1986)